# قيقب تركماني
القيقب التركماني نوع نباتي ينتمي إلى جنس القيقب من الفصيلة الصابونية.